# Thomas Simon (Jurist)
Thomas Simon (* 12. November 1955 in Hamburg) ist ein deutscher Rechtswissenschaftler. Er ist emeritierter Universitätsprofessor für österreichische und europäische Rechtsgeschichte an der Universität Wien.

## Leben und Wirken
Simon absolvierte sein erstes juristisches Staatsexamen 1985 und arbeitete bis zu seinem Promotionsstipendium als Verwaltungsjurist. 1992 wurde er an der Albert-Ludwigs-Universität Freiburg im Breisgau mit einer Arbeit zur Entstehung des modernen Flächenstaates (Grundherrschaft und Vogtei) promoviert. Anschließend wurde er wissenschaftlicher Mitarbeiter am Max-Planck-Institut für europäische Rechtsgeschichte in Frankfurt am Main. Dort beteiligte er sich am Forschungsprojekt zur frühneuzeitlichen Policeygesetzgebung. Vor seiner Habilitation 2001 lehrte er an der Universität Frankfurt am Main, an der Verwaltungsfachhochschule Wiesbaden sowie an der Universität Tartu, nach seiner Habilitation an den Universitäten Köln und Erlangen. Seit 1. September 2005 war er Professor für Österreichische und Europäische Rechtsgeschichte an der Universität Wien, Rechtswissenschaftliche Fakultät. Von 2010 bis 2014 war er Vorsitzender der Vereinigung für Verfassungsgeschichte. Er ist inzwischen emeritiert.
Simons Forschungsschwerpunkte sind Gesetzgebungsgeschichte, Justiz und richterliche Rechtsfortbildung, sowie Konstitutionalismus und Parlamentarismus.

## Schriften (Auswahl)
- mit Manfred Kittel, Gabriele Schneider (Hrsg.): Preußen und sein Osten in der Weimarer Republik. Duncker & Humblot, Berlin 2022.
- (Hrsg.): Konflikt und Koexistenz. Die Rechtsordnungen Südosteuropas im 19. und 20. Jahrhundert. Band 2: Serbien, Bosnien-Herzegowina, Albanien. Klostermann, Frankfurt am Main 2017.
- „Gute Policey“. Ordnungsleitbilder und Zielvorstellungen politischen Handelns in der frühen Neuzeit. Klostermann, Frankfurt am Main 2004.
- Grundherrschaft und Vogtei. Eine Strukturanalyse spätmittelalterlicher und frühneuzeitlicher Herrschaftsbildung. Klostermann, Frankfurt am Main 1995.